# Abborrtjärnen (Voxna socken, Hälsingland, 680870-148521)
Abborrtjärnen är en sjö i Ovanåkers kommun i Hälsingland och ingår i Ljusnans huvudavrinningsområde.